# Odontanthera radians
Odontanthera radians  là một loài thực vật có hoa trong họ La bố ma. Loài này được (Forssk.) D.V. Field mô tả khoa học đầu tiên năm 1982.